# Torre Angela (metropolitana di Roma)
Torre Angela è una fermata della linea C della metropolitana di Roma.
La fermata ha tre accessi principali: uno all'incrocio tra viale Duilio Cambellotti e via Casilina e due accessi pedonali su via Giovanni Artusi e via Antonio Perfetti, a servizio delle aree urbane di Tor Vergata e Torre Angela. Serve l'area della Università di Tor Vergata e dell'adiacente policlinico, è dotata di un ampio parcheggio di scambio.

## Storia
La fermata venne realizzata durante i lavori di ammodernamento e riqualificazione della tratta da Grotte Celoni a Torrenova della ferrovia Roma-Pantano iniziati il 26 agosto 1999 e terminati il 2 ottobre 2005, data in cui venne contestualmente inaugurata insieme con la riattivazione del tracciato, con già le caratteristiche da fermata metropolitana in previsione della trasformazione della tratta nella linea C.
L'impianto è stato chiuso di nuovo il 7 luglio 2008 a causa dei lavori di trasformazione necessari per l'inclusione del tratto terminale della Roma-Pantano nella linea C. La riapertura è avvenuta il 9 novembre 2014.
È prevista la costruzione di una metropolitana leggera di 10 fermate che colleghi Torre Angela con la stazione Anagnina della metro A. In alternativa, a partire da questa stazione, si è ipotizzata la realizzazione di una diramazione della linea C a servizio del Policlinico di Tor Vergata, dell'Università di Tor Vergata e della Città dello Sport di Calatrava.

## Servizi
- Biglietteria automatica
- Servizi igienici

## Interscambi
- Fermata autobus (linee ATAC)